# Црет Виљевски
Црет Виљевски је насељено место у саставу општине Виљево у Осјечко-барањској жупанији, Република Хрватска.

## Историја
До територијалне реорганизације у Хрватској налазио се у саставу старе општине Доњи Михољац.

## Становништво
По попису из 2011. године село је имало 80 становника.

## Попис 1991.
На попису становништва 1991. године, насељено место Црет Виљевски је имало 135 становника, следећег националног састава:
| Попис 1991.‍ | Попис 1991.‍ | Попис 1991.‍ | Попис 1991.‍ | Попис 1991.‍ |
| ----------- | ----------- | ----------- | ----------- | ----------- |
|             |             |             |             |             |
| Срби        | Срби        |             | 129         | 95,55%      |
| Хрвати      | Хрвати      |             | 4           | 2,96%       |
| непознато   | непознато   |             | 2           | 1,48%       |
| укупно: 135 |             |             |             |             |